# Cancale

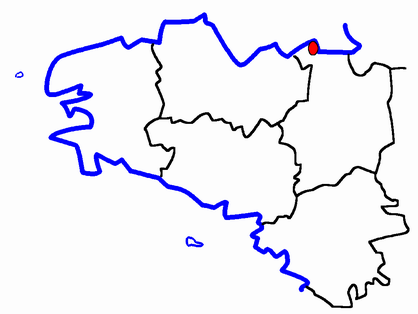
Localização de Cancale na Bretanha.

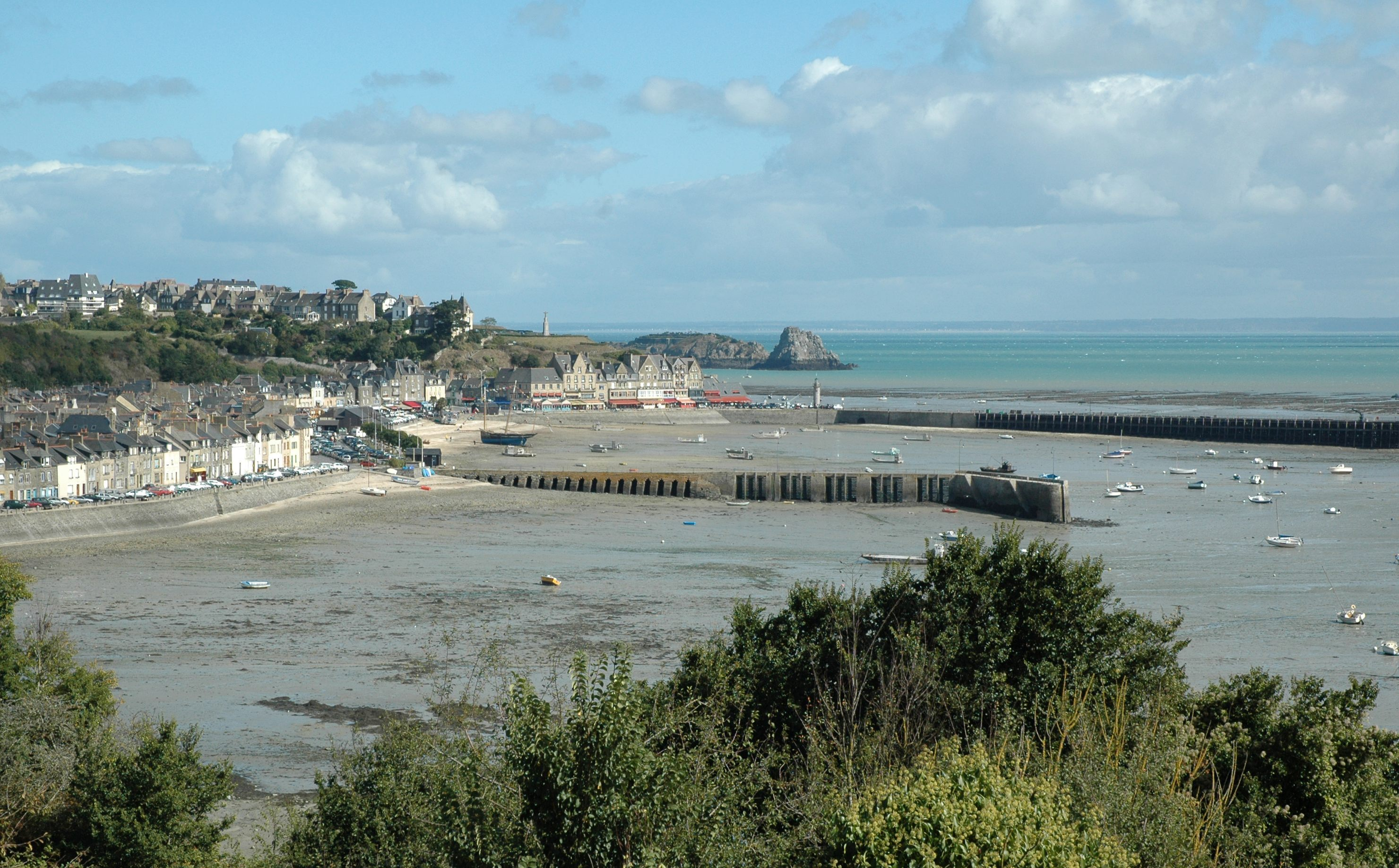
Vista de Cancale.

Brasão de Cancale.

Cancale (Kankaven em bretão) é uma comuna francesa de 13 km² e com 5203 habitantes
(1999) situada no departamento Ille-et-Vilaine, na região Bretanha.
Cancale é o porto de onde partiram, em 1612, os três navios franceses de Daniel de La Touche, Seigneur de la Ravardière, para invadir o Brasil: La Regente, La Charlotte e La Sainte Anne. Essa expedição marcou o início da França Equinocial.
Daniel de La Touche foi o fundador da cidade de São Luís do Maranhão, no Brasil.